# 모리 토시아키
모리 토시아키(일본어: 森 気楼 모리 도시아키[*], 1962년 12월 14일~)는 일본의 삽화가이다. 예명으로 신키로(森気楼)를 사용한다. 1990년대에 SNK에서 근무해 《아랑전설》, 《메탈슬러그》, 《더 킹 오브 파이터즈》, 《사무라이 쇼다운》 등 소속한 회사에서 제작한 게임들을 삽화를 맡았다. 2000년 구 SNK 해체 후 캡콤으로 이직했다.

## 경력
2000년 캡콤으로의 이직 후, 《바이오하자드》, 《마블 vs. 캡콤》 등  캡콤이 제작한 게임들의 표지 삽화와 캐릭터 디자인을 맡았다.

## 참여 작품

### SNK (1990-2000)
- 《아랑전설 스페셜》 (1993)
- 《더 킹 오브 파이터즈 '94》 (1994)

### 캡콤 (2000-현재)
- 《바이오닉 코만도 리암드》 (2008)
- 《타츠노코 vs. 캡콤》 (2008)[4]
- 《마블 vs. 캡콤 3》 (2011)[5]
- 《얼티밋 마블 vs. 캡콤 3》 (2011)[6]